# 第二アサ秘ジャーナル
『第二アサ秘ジャーナル』（だいにあさひジャーナル）は、TBS制作の社会派バラエティ番組。本項では前身の『週刊アサ秘ジャーナル』、後継番組『別冊アサ秘ジャーナル』についても触れる。

## 概説

### 週刊アサ秘ジャーナル
週刊アサ秘ジャーナル時代は、政治家とのトークバラエティ番組であった。
2001年10月2日に放送開始。当初の番組名は『アサ秘ジャーナル』だった。のちにタイトルは、『週刊アサ秘ジャーナル→名門!アサ秘ジャーナル』を経て、再び『週刊アサ秘ジャーナル』に。
現役政治家を中心に、三宅久之や岸井成格、岩見隆夫といった政治評論家、野中広務や松野頼三といった元政治家、落選議員、知事をゲストに迎え、政策や政治展望などについて浅草キッドがインタビューする。私生活に関する質問も多く、麻生太郎のマンガ好きや平沼赳夫の政界モノマネ、荒井広幸のマジックショーなど、ゲストの意外な一面を引き出した。

### 第二アサ秘ジャーナル
2006年10月4日からは、出演者の3人が政治部から社会部へと異動という設定で、第二週刊アサ秘ジャーナル（その後「第二アサ秘ジャーナル」に改題）としてリニューアル。放送内容も、「大人の社会科見学シリーズ」と題し、当初は様々な職業や研究に就く人やアウトドアなどに焦点を当てていたが、後述の事故以降、様々な業種の工場等の見学がメインとなっていた。2010年3月22日放送終了。

### 別冊アサ秘ジャーナル
2010年4月25日より、社会部から国際部へ異動という設定で、月一回の90分番組別冊アサ秘ジャーナルとして再スタート。「活きた」ガイドブックを作ると称して、東京都内にある世界各国の大使館を訪問し、その国に関する様々な情報を探っていく。
2010年夏の放送回より「クールジャパンを探せ！」と題したロケを行っている。放送日時は、毎月1回、日曜25:20から。
2013年より「金のたまごナビ」として全国の学校を巡るロケを行う。
2019年9月15日の放送を以て終了した。

## 出演者
- 浅草キッド
- 江口ともみ

### 上記以外に出演した政治家
- 三村申吾
- 中田宏
- 堂本暁子
- 上田清司
- 河村たかし
- 大仁田厚
- 松沢成文
- 石原慎太郎
- 高市早苗
- 片山虎之助
- 森喜朗
- 中川秀直
- 藤井裕久
- 神崎武法
- 冬柴鉄三
- 安倍晋三
- 谷垣禎一
- 扇千景
- 後藤田正純
- 古賀誠
- 山崎拓
- 加藤紘一
- 丸谷佳織
- 鳩山由紀夫
- 菅直人
- 武部勤
- 森山真弓
- 高井美穂

- 亀井静香
- 海江田万里
- 石井一
- 渡部恒三
- 池坊保子
- 松あきら
- 平沢勝栄
- 与謝野馨
- 島村宜伸
- 野田佳彦
- 太田和美
- 高村正彦
- 小池百合子
- 江藤隆美
- 土井たか子
- 鳩山邦夫
- 志位和夫
- 石破茂
- 徳田虎雄
- 辻元清美
- 中川智子
- 馳浩
- 太田昭宏
- 横光克彦
- 岩国哲人
- 坂口力
- 佐々木憲昭
- 中川昭一

- 水島広子
- 鎌田さゆり
- 西村真悟
- 寺田学
- 原口一博
- 竹中平蔵
- 白真勲
- 細野豪志
- 山本一太
- 枝野幸男
- 石原伸晃
- 沢雄二
- 森裕子
- 小野寺五典
- 井上信治
- 樽井良和
- 舛添要一
- 塩川正十郎
- 武見敬三
- 愛知治郎
- 安住淳
- 小野清子
- 中谷元
- 江田憲司
- 山東昭子
- 大門実紀史
- 紙智子
- 原陽子

- 阿部知子
- 世耕弘成
- 上川あや
- 鈴木宗男
- 荻原健司
- 川口順子
- 石原宏高
- 松原仁
- 片山さつき
- 浮島とも子
- 井脇ノブ子
- 川条志嘉
- 郡和子
- 綿貫民輔
- 浜田靖一
- 小林興起
- 米田建三
- 高木毅
- 達増拓也
- 牧原秀樹
- 早川忠孝
- 河野太郎
- 久間章生
- 松野頼久
- 小杉隆
- 石関貴史
- 浜四津敏子
- 大村秀章

- 穀田恵二
- 平井卓也
- 浅尾慶一郎
- 山本拓
- 小渕優子（高市早苗と山本拓の結婚式
の放送で飛び入り参加）
- 細田博之（〃）
- 町村信孝（〃）
- 福田康夫（〃）

など

## 事故
2007年4月25日午後1時15分ごろ、栃木県那須町の那須バギーパークで、江口ともみが大人用のバギーを運転し他の出演者らとタイムを競うロケを収録していたところ、江口が運転するバギーがヘアピンカーブを曲がりきれず、バギーがコース脇の木製の柵に衝突し、投げ出された江口が右の腎臓を損傷し摘出するという大ケガをした。

## スタッフ
- ナレーション：鹿野優以
- 構成：小林正和、柳しゅうへい
- TM：榎芳栄
- ENG：松永哲也（以前は、CAM）
- 編集：角田聡
- MA：清水佑莉
- 音効：大内藤央(夫)
- スタイリスト：高木麻希
- メイク：中山芽美（エミュー）
- 技術協力：東通
- 制作協力：ボトム
- 企画協力：オフィス北野
- 編成：中島啓介（一時離脱►復帰）
- TK：常藤直子
- アシスタントディレクター：柴山英俊
- ディレクター：石川峻一、黒津健太郎、近藤智彦
- チーフディレクター：小谷昌輝
- プロデューサー：志賀大士
- エグゼクティブプロデューサー：樋江井彰敏（2019年5月5日 - ）
- プロデューサー・演出：瀬川郷守
- 制作：TBSテレビ制作局制作1部
- 製作著作：TBS

### 過去のスタッフ
- リサーチ：小笠原みさき
- CAM：川畑正尚、望月浩二郎
- ENG：齋藤和彦（以前は、CAM）
- 編集：椎名広二、小松騎士
- MA：渡邉剛盛、的地将
- スタイリスト：高橋めぐみ
- メイク：有田佳子、大野志穂
- 技術協力：アール・キュー
- 編成：上田学、高山暢比古、上田淳也
- AD：黒田賢史、峯田希生
- ディレクター：安永洋平
- マネージメントプロデューサー：西川永哲、小谷和彦、豊田壮一、古谷英一（古谷→以前は、プロデューサー►制作►一時離脱）
- エグゼクティブプロデューサー：吉橋隆雄（以前は、マネージメントプロデューサー）

## ネット局
| 放送対象地域 | 放送局        | 放送内容 | 放送日時                                 | 備考   |
| ------------ | ------------- | -------- | ---------------------------------------- | ------ |
| 関東広域圏   | TBSテレビ     | 別冊     | 毎月最終日曜の翌日未明 1時20分 - 2時50分 | 制作局 |
| 日本全域     | TBSチャンネル | 第二     | 日曜 2時00分 - 2時30分                   | CS放送 |

### 過去のネット局
- RKB毎日放送（ - 2006年3月21日）
- 山陽放送（2006年1月9日 - 9月25日）
- 北陸放送（2006年 - 2007年9月27日）
- 東北放送（2006年1月11日 - 2008年10月15日）
- テレビユー山形（2008年4月9日 - 2009年4月8日）
- 新潟放送（2008年2月4日 - 2009年3月）
- テレビユー福島（2008年4月7日 - 2010年3月17日）
- 中部日本放送（2008年9月25日で一度ネットを打ち切り。その後、2009年10月26日から放送を再開し、2010年3月31日に再度打ち切り）
- 北海道放送（2008年9月で一度ネットを打ち切り。2009年10月から放送を再開し、2010年4月19日放送終了）
- IBC岩手放送（2007年5月13日 - 2010年4月27日）
- 毎日放送（2017年10月7日に、関東2017年2月26日放送分を遅れネット）